# Paul Ginsparg

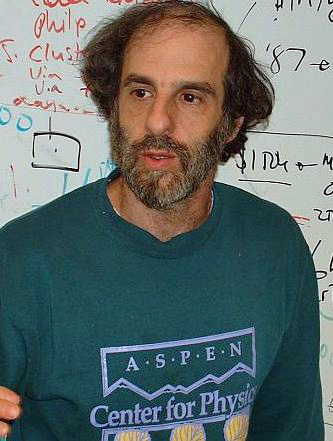
Paul Ginsparg (2006)

Paul Henry Ginsparg (* 1. Januar 1955) ist ein US-amerikanischer Physiker und Professor an der Cornell University. Über sein Fachgebiet hinaus bekannt wurde er durch die Entwicklung des Preprint-Archivs arXiv.org.

## Leben
1977 machte er seinen Bachelorabschluss in Physik an der Harvard University und beendete seine Doktorarbeit in theoretischer Teilchenphysik 1981 an der Cornell University bei Kenneth Geddes Wilson (Aspects of Symmetry Behavior in Quantum Field Theory). Bis 1984 war er an der Harvard Society of Fellows und dann bis 1990 Assistent und Associate Professor an der Fakultät für Physik von Harvard. Anschließend arbeitete er als wissenschaftlicher Mitarbeiter in der Theorieabteilung des Los Alamos National Laboratory. Seit 2001 ist er Professor für Physik und Informatik an der Cornell University.
Er arbeitet auf dem Gebiet der Quantenfeldtheorie, Stringtheorie, konformen Feldtheorie und Quantengravitation. Ginsparg ist Preisträger des PAM Award (physics astronomy mathematics) der Special Libraries Association (1998), seit 2000 Fellow der American Physical Society. Von 1986 bis 1990 war er Forschungsstipendiat der Alfred P. Sloan Foundation (Sloan Research Fellow).

## Auszeichnungen
- 2002: MacArthur Fellowship
- 2021: Einstein Foundation Award[3]